# Красні Усади (Краснобаковський район)
Красні Усади (рос. Красные Усады) — присілок в Краснобаковському районі Нижньогородської області Російської Федерації.
Населення становить 31 особу. Входить до складу муніципального утворення Шеманихинська сільрада.

## Історія
Від 2009 року входить до складу муніципального утворення Шеманихинська сільрада.

## Населення
| 2002 | 2010 |
| ---- | ---- |
| 50   | ↘31  |